# Meike Koester

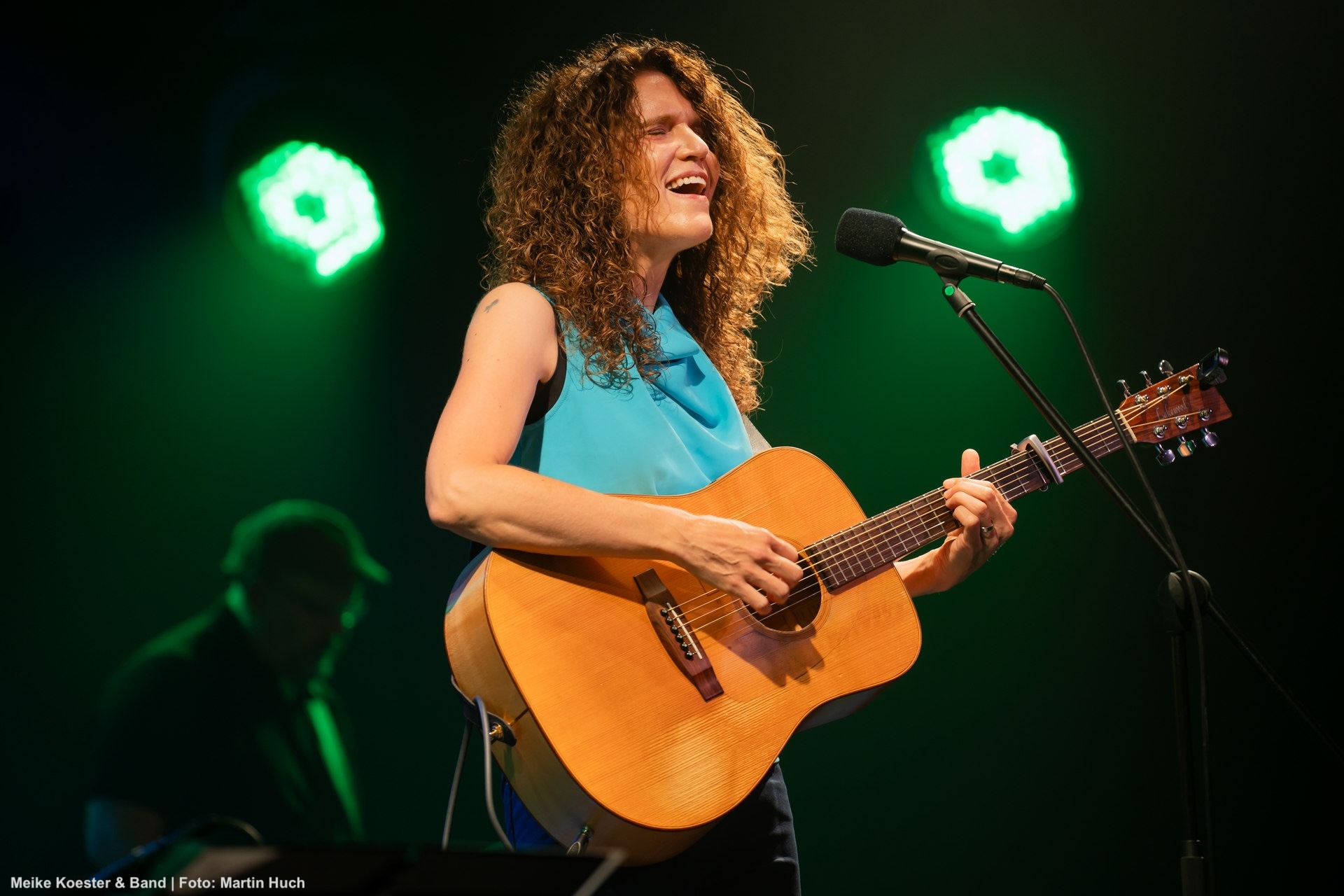
Meike Koester live im August 2024

Meike Koester (* 1972 oder 1973)  ist eine deutsche Sängerin und Songwriterin aus Braunschweig.

## Karriere
Meike Koester fing schon in jungen Jahren an, eigene Songs zu schreiben und sie live vor Publikum zu spielen. Sie wurde beeinflusst von Künstlern wie Melissa Etheridge, Suzanne Vega, Ulla Meinecke, Tracy Chapman und Joan Armatrading. Ab 1991 trat sie zunächst solo auf und begleitete sich dabei selber auf der Gitarre. Ab 1998 folgten dann Live-Auftritte mit Band, deren Besetzung über die Jahre immer wieder wechselte.
Unter dem Titel Angel brachte sie im Jahr 1998 ihr erstes Album heraus. Sie finanziert ihre Alben selbst und veröffentlicht sie unter ihrem eigenen Label eve's apple music production. Kurz nach Erscheinen war diese CD nur in wenigen Braunschweiger Plattenläden erhältlich. Erst später erfolgte der Vertrieb über andere Kanäle wie der Versand durch das eigene Label oder Internetshops. Ab Ende der 1990er Jahre folgten erste Auftritte in den USA.
Im Jahr 2002 erschien das zweite Album unter dem Titel Soap For Dirty Girls, im Jahr 2006 das dritte Album Live Love Travel Free. Das vierte Album Seefahrerherz, welches Anfang 2011 erschien, enthielt erstmals Lieder mit deutschen Texten und wurde zum "Besten CD-Album, deutschsprachig" beim Deutschen Rock & Pop Preis der Deutschen Popstiftung gekürt. Der Titelsong erreichte Platz 3 der Liederbestenliste und konnte sich für sieben Monate in den Top 20 halten. Dies führte zu einer Einladung eines Radiokonzerts mit Michy Reincke auf dem Theaterkahn in Dresden, das auf mdr Figaro (jetzt mdrKultur) und Deutschlandfunk übertragen wurde (Theaterkahn im Liederwahn, 3. Juni 2011). Meike Koesters Song Seefahrerherz wurde 2013 auch auf dem Sampler Fräuleinwunder der Plattenfirma Edel Records mit Songs von Sophie Hunger, Jasmin Tabatabai, Kitty Hoff, Lisa Bassenge u. a. publiziert.
2024 erschien Meike Koesters fünftes Studioalbum Wieder laut, das sie unter anderem mithilfe eines erfolgreichen Crowdfundings finanzieren und veröffentlichen konnte. Das Album wurde im vierten Quartal 2024 für den Preis der deutschen Schallplattenkritik nominiert und erhielt durchweg positive Resonanz.

## Diskografie

### Alben
- Angel (1998)
- Soap For Dirty Girls (2002)
- Live Love Travel Free (2006)
- Seefahrerherz (2011)
- Wieder laut (2024)

### DVD
- Meike Koester live im Lutterbeker (2009)

## Auszeichnungen
- Förderpreis Kultur des Landes Niedersachsen: 2001
- 2. Songwriter Newcomer Wettbewerb Decatur/Atlanta, GA: 06/2000
- Bestes CD-Album, deutschsprachig beim 29. Deutschen Rock & Pop Preis, 2011, für Seefahrerherz.[6]
- Nominierung des Albums Wieder laut für den Preis der deutschen Schallplattenkritik in der Kategorie Liedermacher im vierten Quartal 2024[7]